# Agrotis lanidorsa
Agrotis lanidorsa là một loài bướm đêm trong họ Noctuidae.